# Merel Bechtold
Merel Bechtold (nascida em 27 de fevereiro de 1992) é uma guitarrista de Blaricum, Holanda. Ela começou a tocar violão em 2007 aos quinze anos. 6 meses depois, ela fundou a banda Purest of Pain, na qual tocou guitarra até sua dissolução em 2020. Nos dois anos seguintes, começou a tocar em grandes eventos internacionais e festivais com bandas como Suicide Silence, Unearth, MaYaN, Grave, All Shall Perish, Delain e outros. Em 2013, ela lançou o single Momentum e em 2014 atuou no grande festival de metal Wacken Open Air.

## Musica
No final de 2012, Bechtold realizou sua primeira performance com Delain. Em 2013, pela primeira vez, ela substituiu Timo Somers, o guitarrista principal de Delain. Durante o mesmo período, ela realizou vários shows com o grupo Purest of Pain. Em outubro de 2014, ela foi contatada por Isaac Delahaye (Epica, ex-MaYaN), que teve que deixar a banda depois para tratar de outras prioridades. Ela tocou em dois shows em janeiro de 2015 como substituta. No segundo show, a banda pediu que ela se tornasse um membro permanente.
No verão de 2014, ela se tornou parte da banda The Gentle Storm da Anneke van Giersbergen, com o marido de Anneke: Rob Snijders.
Ela então fez vários shows com Delain ao lado de Somers. Em 2015, ela novamente acompanhou Delain em outros shows com o Sabaton. De outubro de 2015 a junho de 2019, a Bechtold foi oficialmente um membro permanente da Delain.
Em 9 de Março de 2020 anunciou em seu canal do Youtube sua nova banda DEAR MOTHER. Em 25 de Março anunciou por vídeo no mesmo canal o alcance da meta de 25 mil euros para a produção do primeiro álbum através de financiamento coletivo.

## Instrumentos
Bechtold usa guitarras da loja holandesa de guitarras personalizadas VanderMeij Guitars, com sede em Amsterdã. Ela é vista principalmente no palco com sua VanderMeij Magistra, de várias escalas, branca e de sete cordas. Como amplificador, ela usa o ENGL 650, Ritchie Blackmore Signature. Apenas para efeitos, Bechtold usa o eco de fita digital Strymon El Capistan e o Octaver Polish Taurus. Ela usa cordas Ernie Ball e palhetas Dunlop Jazz.